# إتش. جي. مورتنسن
إتش. جي. مورتنسن هو محامي وسياسي أمريكي، ولد في 18 سبتمبر 1876 في فاونتن في الولايات المتحدة، وتوفي في 24 يوليو 1970 في نيو ليسبون في الولايات المتحدة. نشط حزبياً في الحزب الجمهوري. وقد انتخب عضو جمعية ولاية ويسكونسن ‏.